# Училище
Училището е вид учебно заведение, което хората посещават обикновено в своите детски и младежки години, за да придобият знания. Ролята му е не само образователна, но също така възпитателна и социална. Със съответните определения, обхватът на понятието може допълнително да се разшири (например, по отношение на възрастта на обучаемите) или стесни (по отношение на профила на преподаваните знания).
През вековете е имало мъжки и девически училища, които делят учениците по пол, както и смесени. В днешно време съществуват т. нар. професионални училища, които дават образование, отнесено към дадена професия, както и училища по изкуствата и профилирани училища. По отношение начина на финансиране, биват държавни и частни.

## История
Първите училища в България са основани през IX век от княз Борис при пристигането на учениците на Кирил и Методий – това са Преславската и Охридската книжовни школи. Тяхната цел е била обучаването на българските духовници в грамотност с новата азбука. Но освен това в Охрид св. Климент е преподавал и редица други знания, които са били важни за обикновения живот, например как се облагородяват плодни овошки.
В историята на България важна роля изиграват и килийните училища които през Възраждането се обособяват към българските църкви и манастири.
След килийните училища се появяват и елинските светски училища, а след тях и елино-българските училища, като преходен етап към светското новобългарско училище.
Други училища са били взаимните училища. Тяхното възникване е предизвикано от липсата на преподаватели. В тези училища учителя преподавал на по-напредналите ученици, те от своя страна предавали знанията си на другите, които преподавали на следващите.
След взаимоучителните училища се появяват и класните училища.